# Robert McClory
Robert John McClory (ur. 10 października 1963 w Detroit) – amerykański duchowny katolicki, biskup Gary od 2020.

## Życiorys
Święcenia kapłańskie otrzymał 22 maja 1999 i został inkardynowany do archidiecezji Detroit. Pracował głównie jako duszpasterz parafialny, był także m.in. kanclerzem kurii, wikariuszem generalnym archidiecezji, a także sędzią trybunału metropolitalnego.
26 listopada 2019 papież Franciszek mianował go ordynariuszem diecezji Gary. Sakry udzielił mu 11 lutego 2020 metropolita Indianapolis – arcybiskup Charles Thompson.